# Nakajima Ki-27
Nakajima Ki-27 (Japanska: キ27, 九七式戦闘機 "Jaktplan typ 97) var ett japanskt enmotorigt jaktplan som användes under åren före samt början av andra världskriget. Planet utvecklades av Nakajima Hikoki KK för den Kejserliga japanska arméns luftkår och var i officiell tjänst mellan 1937 och 1940. Dess allierade rapporteringsnamn var Nate eller i vissa ovanliga fall Abdul. Ki-27 var ett enmotorigt lågvingat helmetallplan med ensitsig förarkabin, driven av en Nakajima 9-cylindrig luftkyld stjärnmotor. Beväpningen bestod av två fast monterade kulsprutor, båda placerade ovanpå motorn, synkroniserade med propellern.
Totalt konstruerades 3 368 exemplar innan det ersattes av Nakajima Ki-43. Idag finns ett enda exemplar bevarat på ett museum i Japan.

## Utveckling
I juni 1935 utfärdade den kejserliga japanska arméns luftkår krav på ett nytt jaktplan för att ersätta Kawasaki Ki-10. Förutom Nakajima skulle även Mitsubishi och Kawasaki producera två prototyper var för att se vilken firma som bäst kunde leva upp till kraven. Målet var att tidigt få fram ett jaktplan som överträffade alla västerländska samtida plan. Nakajima hade vid denna tidpunkt separata designteam för flygplan som var menade för den kejserliga japanska flottans flygkår och arméns luftkår. Hideo Itokawa (som senare skulle designa Ki-43) blev designchef på arméflygplanens avdelning. 
Nakajimas arbetslag var först med att lämna in sitt förslag, medan Kawasaki senare visade sin Ki-28, och Mitsubishi sist lämnade in förslag på en modifierad version av sin existerande A5M, kallad Ki-33. 
Nakajimas Ki-27-prototyp var generellt sett ett modernt flygplan vid denna tidpunkt, ett helmetallplan med lågt monterade vingar. Det hade dock en del, redan vid denna tidpunkt, daterade drag. Exempelvis en öppen sittbrunn, konventionellt (icke-infällbart) landningsställ samt lätt beväpning, bestående av två 7,7 mm typ 89 kulsprutor med 500 skott/ksp. 
Motorn var Nakajima Ha-1 Kotobuki, en 9 cylindrig, luftkyld, enradig stjärnmotor som till en början hade en effekt på 650 hk. 
Denna prototyp flögs första gången i oktober 1936. Till den andra prototypen gjordes en rad modifieringar, den största av dessa var större vingyta för att få lägre vingbelastning och på så sätt bättre manöverbarhet. I jämförelse med sina konkurrenter, Ki-28 och Ki-33, var Ki-27 långsammare än båda, hade näst-bäst stigförmåga, men var helt överlägsen inom manöverduglighet. Skillnaderna inom hastighet och stigförmåga ansågs inte vara tillräckligt stora för att slå Ki-27, som utsågs till vinnare och en förserie beordrades. Förserien försågs med heltäckande glas för förarkabinen. 

## Användning

Japansk Nakajima Ki-27 (bakre) i kurvstrid med en kinesisk Curtiss Hawk III (främre) under andra sino-japanska kriget.

Ki-27 såg storskaligt krig första gången över Kina i juli 1938 under det andra sino-japanska kriget. Det möttes primärt av amerikansk-tillverkade Curtiss Hawk III och sovjetiskt tillverkade Polikarpov I-15, och var överlägset båda typerna. Först när Kineserna utrustades med nya Polikarpov I-16 blev luftstriderna mer jämna, men de japanska piloternas överlägsna träning gjorde att de fortsatt kunde ha luftherravälde. 
Sommaren 1938 stred Ki-27 direkt mot det sojvetiska flygvapnet, som hade betydligt bättre tränade piloter än de kinesiska, fram till maj 1939 under slaget vid Khalkin Gol. Stora vinster och förluster rapporterades av båda sidor, men i slutändan anses Japan ha förlorat färre plan än de skjutit ned. I Sovjetunionen testades ett erövrat Ki-27 mot ett antal sovjetiska motsvarigheter, däribland I-16, slutsatsen blev att Ki-27, trots sin undermåliga beväpning, var överlägset i luftstrid, krävde kortare landings- och startbana, samt var mer manöverbart. 
Flera japanska piloter blev flygaräss i Ki-27, den mest kända av dessa är förmodligen Hiromichi Shinohara, som sköt ned hela 58 fiendeplan innan han själv omkom under en strid mot flera I-16 den 27 augusti 1939.
Över Kina kunde Ki-27 med relativ enkelhet upprätthålla luftherravälde fram till de Flygande Tigrarna uppstod, då Tigrarnas Curtiss P-40 visade sig vara både snabbare och med stor marginal bättre beväpnade än Ki-27. 1940 började Ki-27 fasas ut för att ersättas av Ki-43, och Ki-27 kan med i stort sett samtliga mått mätt ha vart föråldrad vid tidpunkten för attacken mot Pearl Harbor i december 1941.
Trots detta bestod majoriteten av de japanska jaktplanen som vann slagen över Filippinerna, Burma och Malaysia av Ki-27, då bara ett mindre antal Ki-43 och Ki-44 hade nått fronten vid denna tidpunkt.
Ki-27 fortsatte användas som skolflygplan fram till slutet av kriget, då de i stora antal användes i kamikaze-attacker. Ki-27 användes även som jaktplan under de sista krigsmånaderna i sista desperata försök att slå tillbaka mot amerikanska luftstyrkor, med resultat förödande förluster mot de både i träning, kvalitet och kvantitet mycket överlägsna amerikanerna. 
Förutom av det japanska imperiet användes Ki-27 av Manchukuo, Thailand, Indonesien, samt båda sidorna i det kinesiska inbördeskriget.

## Varianter

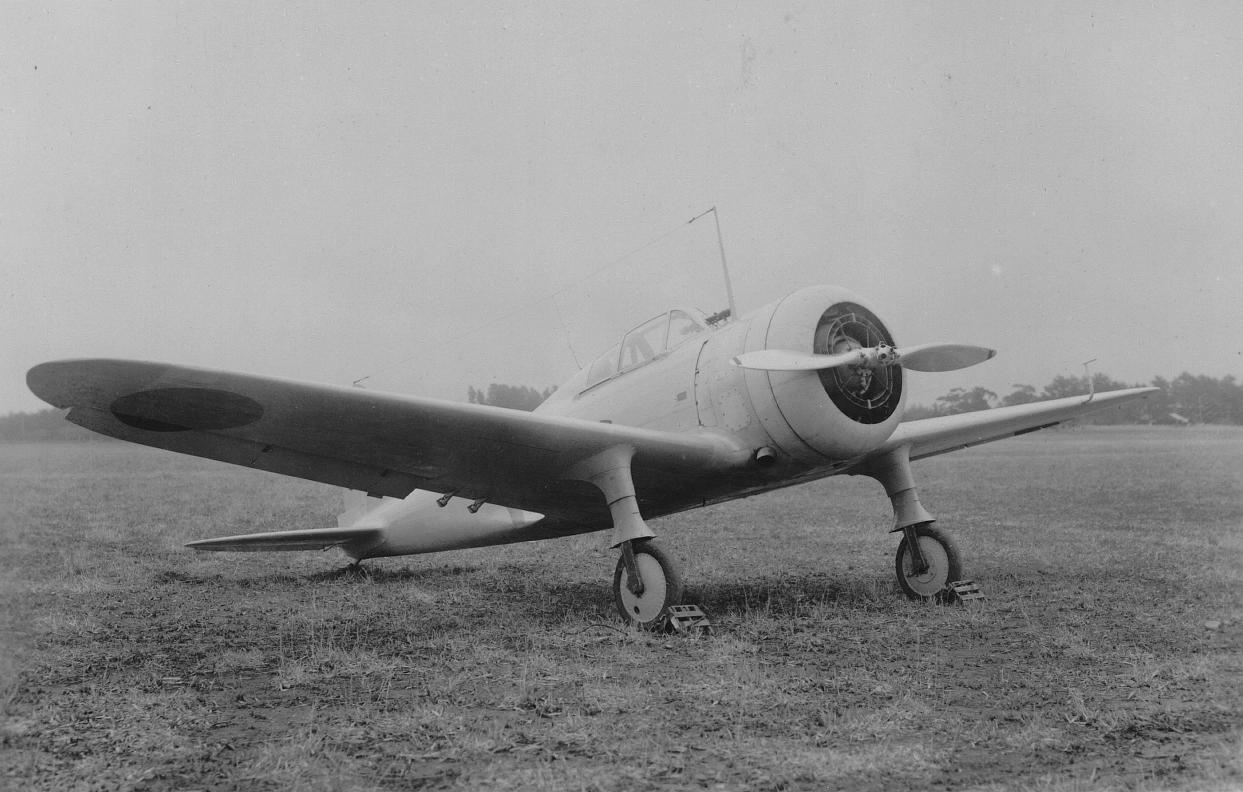
En Ki-27 vid Hamamatsus flygbas

Nakajima Typ P.E. - Ett projekt utvecklat på eget initiativ av Nakajima som kan ses som den ursprungliga versionen av Ki-27. Ett exemplar byggt. Namnet är en anglofiering där "P.E." är en förkortning av "Persuit Experimental". 
Nakajima Ki 27 (キ27) - Initiala prototypen av Ki-27, två exemplar byggda efter de krav som ställts av armén som sedan deltog i tävlingen mot Mitsubishi och Kawasaki.
Nakajima Ki-27 Kō (キ27甲) - Första varianten att serieproduceras. Större vingyta och heltäckande glas för förarkabinen, till skillnad från de två prototyperna. Beväpning var 2 × 7,7 mm typ 89 ksp (500 skott/ksp). 565 byggda.
Nakajima Ki-27 Otsu (キ27乙) - Andra varianten att serieproduceras, med början 1939. Lik Kō-varianten men med nytt, mer strömlinjeformat glas för cockpit. 1 492 byggda.
Nakajima Ki-27 Kai (キ27改) - Experimentell, förbättrad variant. Två exemplar byggda 1940, när Ki-43 inte levde upp till sina förväntningar. Denna version hade gjorts lättare, vilket ökade topphastigheten med 5 km/h samt gav den bättre stigförmåga och manöverduglighet. Projektet övergavs när det blev tydligt att Ki-43 skulle övervinna sina problem.
Nakajima Ki-27 Otsu-Kai (キ27乙改) - Skolflygplan. 225 Otsu-varianter konverterades till skolflygplan när Ki-27 skulle ersättas av Ki-43 och Ki-44 vid fronten.

## Manshū Ki-79

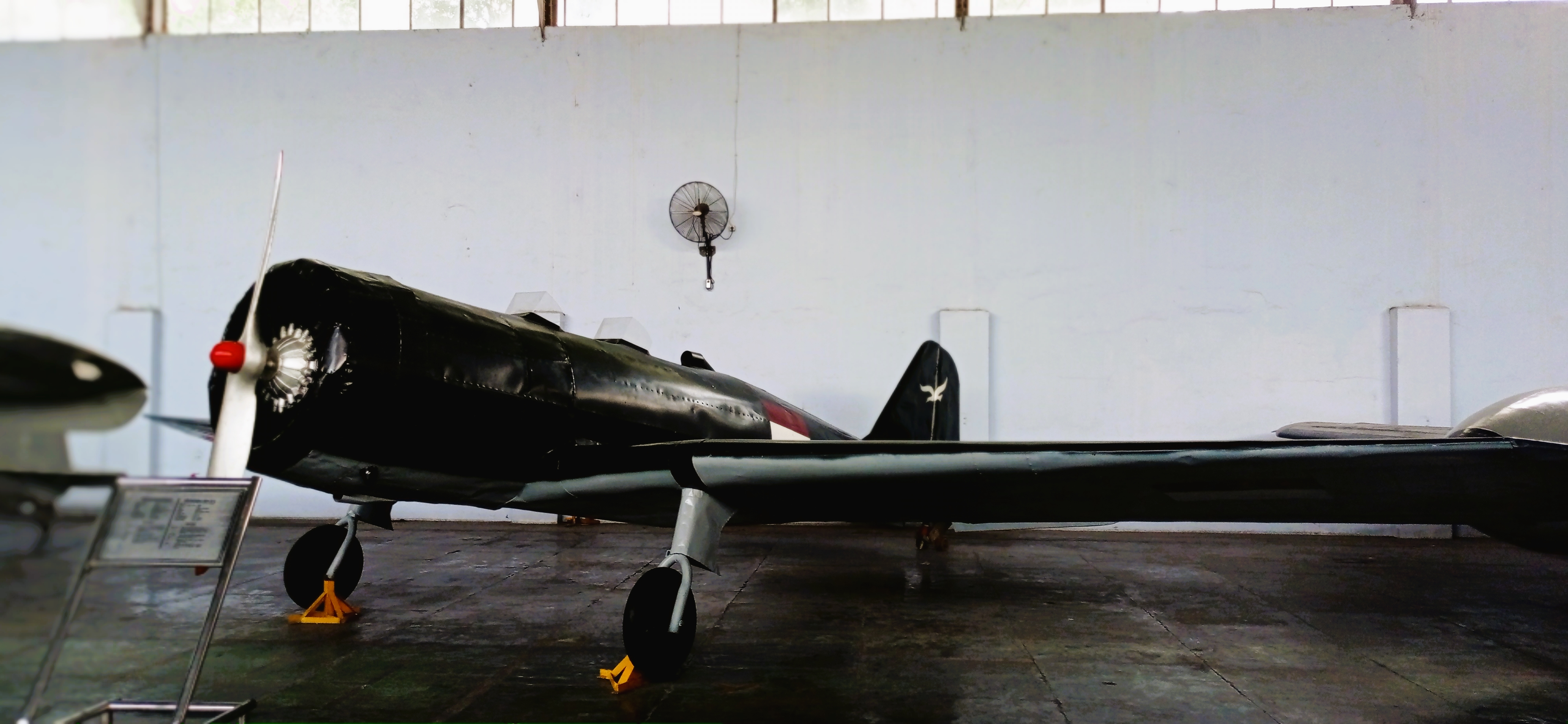
Det enda överlevande exemplaret av Ki-79

Manshū Ki-79 (満州-キ79), egentligen "Arméns avancerade skolflygplan typ 2" (二式高等練習機), var en mer omfattande konvertering av Ki-27 till ett skolflygplan. Planet byggdes i Manchukuo med start 1941, och var ett resultat av japanska imperiets försök att få igång en omfattande militär flygplansproduktion i Manchukuo sedan 1938.
Kotobuki-motorn byttes ut mot en betydligt mindre kraftfull Hitachi Ha 13-motor. Denna motor gav, beroende på variant, 510 hk vid 2 300 varv/min, men hade betydligt lägre underhållskrav än Kotobuki-motorn. Andra skillnader var en ny propeller samt ett steg tillbaka till öppen sittbrun. Ki-79 tillverkades i både tvåsitsiga (Ki-79 Otsu) och ensitsiga varianter (Ki-79 Kō). Planet hade en topphastighet på 340 km/h och en beväpning bestående av 1-2 × 7,7 mm typ 89 ksp.
Ki-79 var mycket driftsäkert, enkelt att flyga, och ställde låga krav på underhåll och reservdelar, varför det var omtyckt bland de japanska flygskolorna. Precis som Ki-27 var Ki-79 ett helmetallplan, men i Manchukuo tog man fram versionerna Hei och Tei, vilka var ensitsiga respektive tvåsitsiga varianter byggda i trä för att åtgärda den stora bristen på metaller i det japanska imperiet. Mot slutet av kriget användes ett antal Ki-79 i kamikaze-attacker. 
Vid krigsslutet 1945 hade Ki-79 tillverkats i totalt 1 329 exemplar, och ett stort antal erövrades av Folkets befrielsearmé när de intog Manchuriet, på så sätt blev Ki-79 det första standardiserade skolflygplanet i Folkrepubliken Kina. 
Idag finns endast ett exemplar bevarat, detta på ett museum i Indonesien.

## Bilder

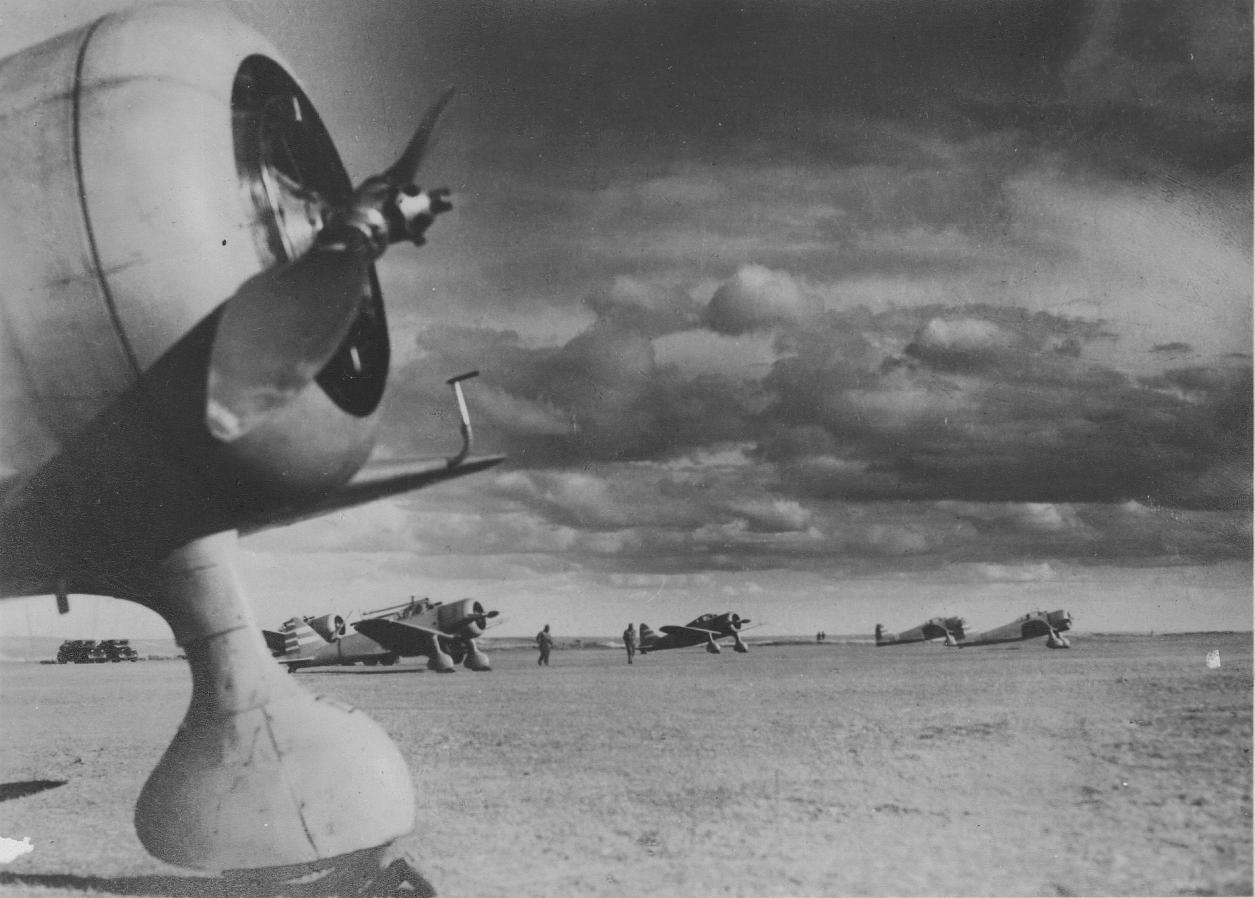
Ki-27:or vid Nomohans flygbas 1939
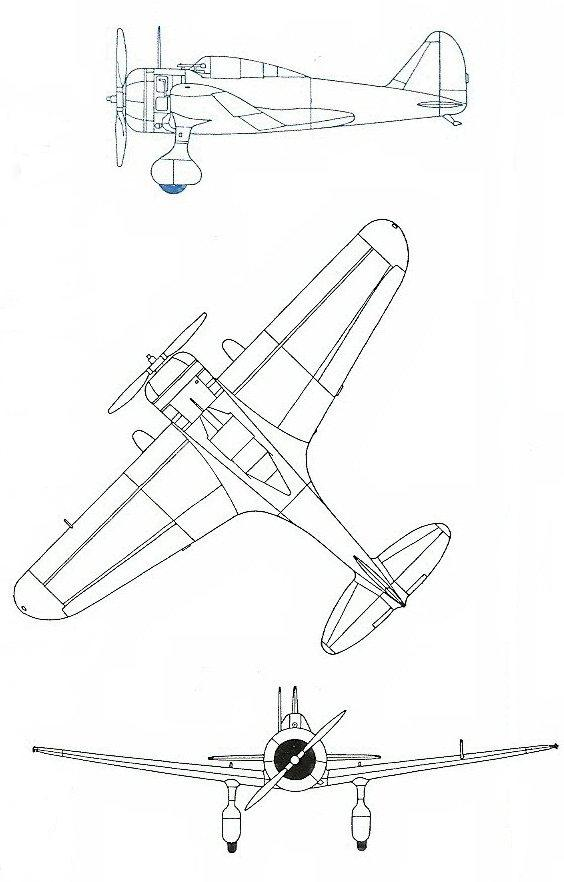
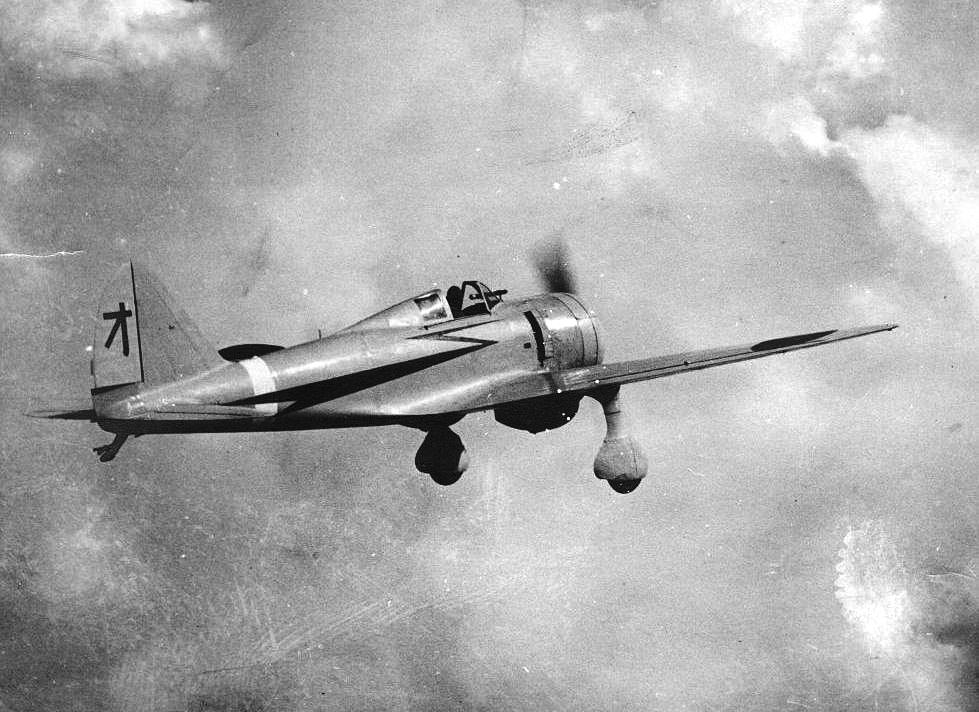
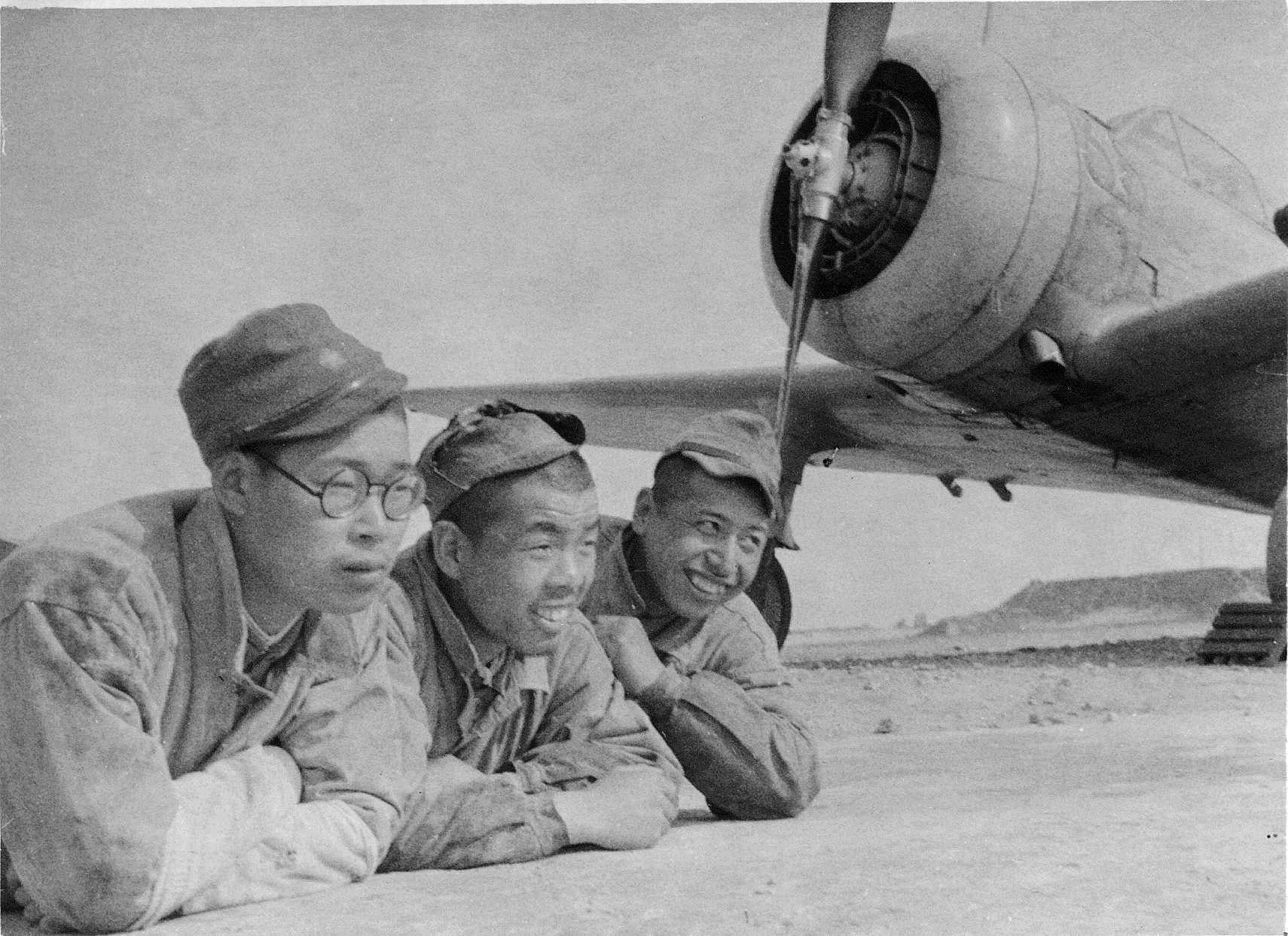
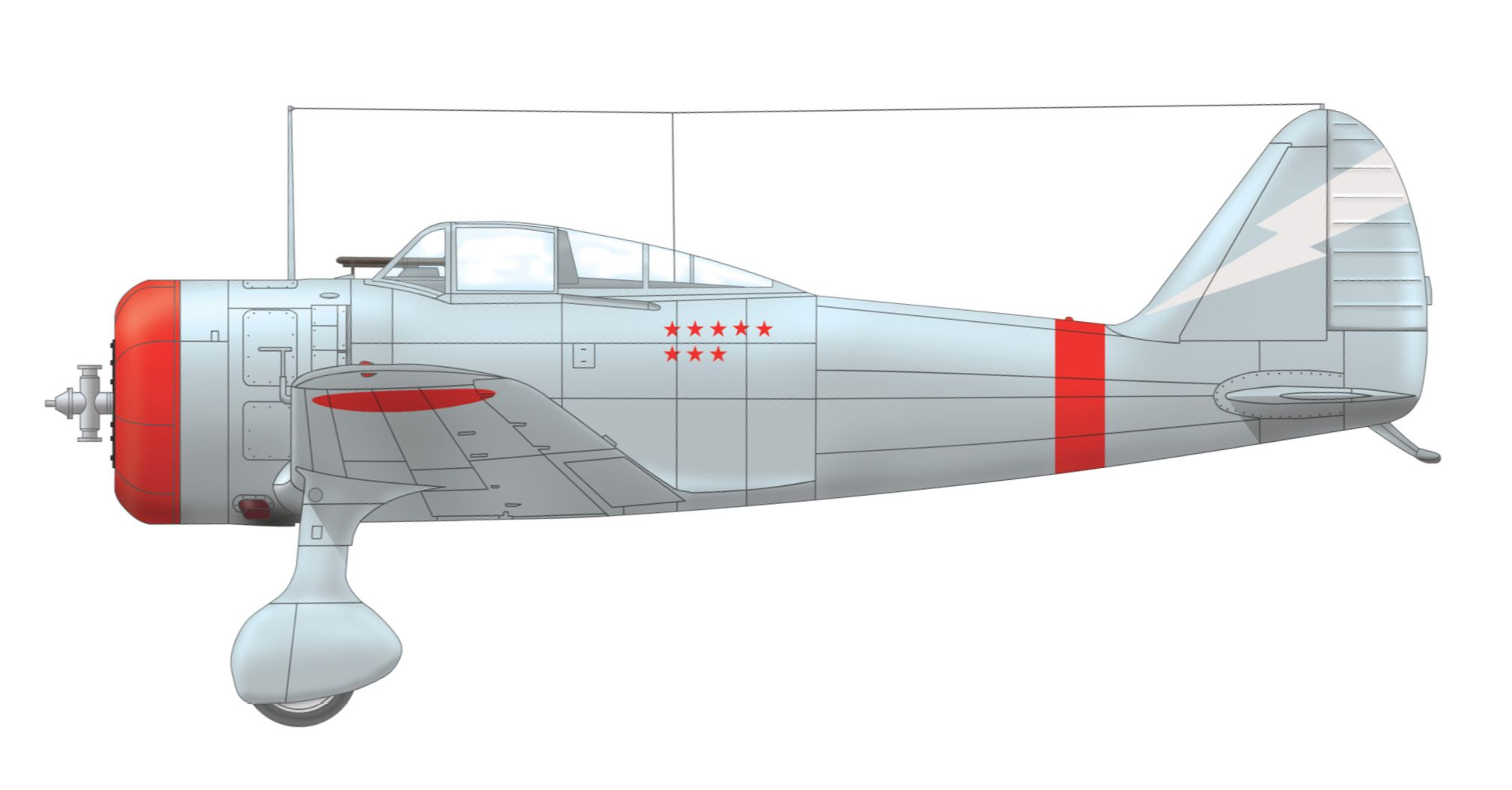
Ki-27 Otsu tillhörande Kenji Shimada